# Brickan
Brickan är ett berg cirka en mil söder om Sveg. I området finns häckningsplatser för örnar, bland annat kungsörn. Skogsföretaget Bergvik Skog planerar att bygga en vindkraftspark i Brickanområdet.